# Kasumigaura (Ibaraki)
Kasumigaura (jap. かすみがうら市 Kasumigaura-shi) ist eine kreisfreie Stadt in der Präfektur Ibaraki in Japan.

## Geographie
Kasumigaura liegt nördlich von Tsuchiura und südlich von Mito am gleichnamigen See.

## Verkehr
- Zug:
  - JR Jōban-Hauptlinie nach Ueno (Tōkyō) und Sendai
- Straße:
  - Jōban-Autobahn nach Tōkyō oder Iwaki
  - Nationalstraße 6 nach Tōkyō oder Sendai
  - Nationalstraße 354

## Weblinks

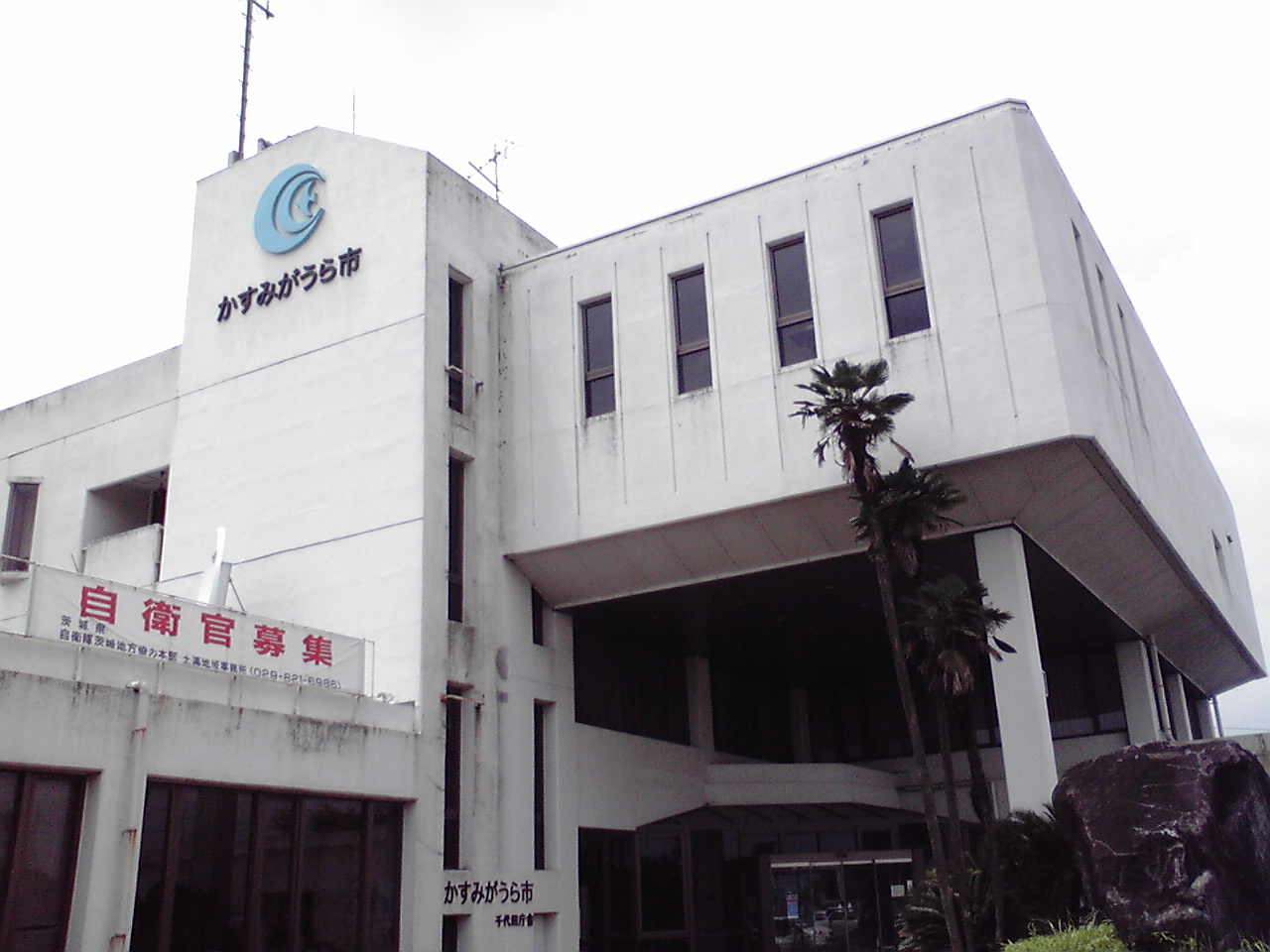
Rathaus von Kasumigaura

## Angrenzende Städte und Gemeinden
- Tsuchiura
- Ishioka